# Le Roman vrai de l'Encyclopédie
Le Roman vrai de l'Encyclopédie est une monographie illustrée sur l’Encyclopédie de Denis Diderot et de Jean Le Rond d’Alembert, écrite par le professeur de littérature française François Moureau et parue chez Gallimard en 1990. Cet ouvrage est le 100e titre dans la collection « Découvertes Gallimard ».

## Introduction
Cet ouvrage en format poche (125 × 178 mm) fait partie de la série Littératures (anciennement appartenant à la série Littérature) dans la collection « Découvertes Gallimard ». Selon la tradition des « Découvertes », cette collection repose sur une abondante documentation iconographique et une manière de faire dialoguer l’iconographie documentaire et le texte, enrichie par une impression sur papier couché ; en d’autres termes, « de véritables monographies, éditées comme des livres d’art ». C’est presque comme un « roman graphique », rempli de planches en couleurs.
Ici l’auteur retrace l’aventure éditoriale de l’Encyclopédie, sa genèse et son développement, avec plus de 200 documents, pour présenter ses auteurs et leur époque : peintures, gravures, dessins, manuscrits, portraits, et surtout planches de l’Encyclopédie sur la fabrication d’un livre, de la pâte à papier à la reliure, les activités industrielles et artisanales, les reproductions d’animaux, de végétaux…
Bien que de nombreux autres titres de la même collection aient été traduits dans de nombreuses langues, ce titre n’est disponible qu’en français. Une nouvelle édition mise à jour, avec une nouvelle couverture, est sortie en 2001. Cette nouvelle édition subit une cure d’amaigrissement, de deux cent vingt quatre à cent soixante-seize pages.

## Contenu
Le corpus
- Pré-générique (p. 1–9, des planches de l’Encyclopédie mises en couleurs)
- Chapitre premier : « Des précurseurs aux entrepreneurs » (p. 13–49)
- Chapitre II : « Diderot, d’Alembert et les autres » (p. 51–69)
- Chapitre III : « Un vaste chantier iconographique » (p. 71–99)
- Chapitre IV : « Une magnifique entreprise commerciale » (p. 101–121)
- Chapitre V : « Les fracas de l’‹ Encyclopédie › » (p. 123–143)
- Dépliants au détour : « La fabrication d’un livre illustré » (p. 144)

Témoignages et documents
- Témoignages et documents (p. 145–215)

1. Un projet d’une absolue nouveauté (p. 146–149)
2. Dans les salons parisiens (p. 150–153)
3. L’article Encyclopédie (p. 154–157)
4. L’anticléricalisme de l’Encyclopédie (p. 158–161)
5. La Description des arts et métiers (p. 162–167)
6. Le métier de faire un livre (p. 168–173)
7. Auteur et éditeur : les malentendus (p. 174–179)
8. Sous le regard de la police (p. 180–185)
9. Goussier, le dessinateur, dans sa vie privée (p. 186–189)
10. Valeurs encyclopédiques et Révolution (p. 190–195)
11. Les interprétations de l’« Encyclopédie » (p. 196–201)
12. La « Description de L’Égypte » (p. 202–207)
13. Pierre Larousse et le « Grand Dictionnaire » (p. 208–211)
14. De Diderot à l’« Universalis » (p. 212–213)
15. Le savoir en compact (p. 214–215)

Annexes
- Bibliographie (p. 216)
- Table des illustrations (p. 216–221)
- Index (p. 221–223)
- Crédits photographiques (p. 223)
- Table des matières (p. 224)

## Accueil
Le site Babelio confère au livre une note moyenne de 3.9 sur 5, sur la base de 5 notes.

Dans la revue Dix-Huitième Siècle, Robert Granderoute écrit : 
« À livre suggestif, titre suggestif. Voici retracée d’une manière aussi concise que brillante, dans le cadre d’un volume très joliment illustré, l’histoire tumultueuse de la grande entreprise intellectuelle et éditoriale du siècle. […] Comme s’il voulait mimer l’ouvrage dont il parle, le livre est rehaussé de nombreuses illustrations, attrayantes (les planches de l’Encyclopédie sont mises en couleurs), très diverses d’objet (portraits, planches reproduites, documentation technologique…), mais toujours liées au discours, de sorte que le lecteur, pour son plus grand plaisir, glisse sans peine du texte aux illustrations et de celles-ci à celui-là. Bref, un livre aussi agréable à consulter et regarder que passionnant à lire — passionnant comme… un roman où le bonheur de l’expression soutient l’intérêt récit. »
Dans sa critique pour la revue Recherches sur Diderot et sur l’Encyclopédie, Lucette Perol pense que:
« à qui souhaite s’initier vite, complètement, sûrement, agréablement à ce continent qu’est l’Encyclopédie, on ne saurait trop conseiller la lecture de ce ‹ roman vari ›. Encore faudra-t-il que le lecteur qui en est à ce stade sache s’en tenir au texte central en se protégeant, et l’effort n’est pas mince, contre les tentations étourdissantes de l’iconographie. Mais il connaîtra le plaisir de lire un vrai roman, dont la richesse ne lui paraîtra jamais pesante, où sa découverte sera guidée, dans un ordre à la fois chronologique et thématique, pour ne rien laisser dans l’ombre sans qu’il y paraisse. Il sera introduit dans le ‹ who is who › du XVIIIe siècle avec l’agrément que donne aux écrits des érudits de notre temps, quand ils ont le souci de la communication, l’assimilation de ce qu’il y a de meilleur dans les lois du journalisme. Et tout lui paraîtra, finalement, assez simple. […] Le roman vrai de l’Encyclopédie aura dès lors trouvé dans sa bibliothèque la place qui est la sienne, celle d’un instrument de travail qu’il faut saisir d’un geste près de l’Encyclopédie elle-même, assuré que l’on est d’y retrouver à l’instant tout ce que l’on peut avoir besoin de vérifier, un chiffre, une indication bibliographique ou iconographique, un renseignement sur un personnage de troisième ordre mentionné à l’index, ou une vue d’ensemble précise sur la façon dont se fabriquait un livre il y a deux cents ans. »